# Ganbold Ganbayar
Ganbold Ganbayar (en mongol : Ганболдын Ганбаяр), est un footballeur international mongol né le 3 septembre 2000 à Sükhbaatar en Mongolie. Il joue au poste de milieu offensif ou d'attaquant.
Il est le premier joueur mongol à évoluer en Europe en signant à la Puskás Akadémia FC en Hongrie. Ganbayar a été présenté comme le potentiel premier joueur superstar de Mongolie,,.

## Biographie

### Jeunesse
Ganbold Ganbayar naît le 3 septembre 2000 à Sükhbaatar dans le nord de la Mongolie. Il participe en 2011 à un camp d'entraînement organisé par l'AC Milan et il est sélectionné pour le tournoi final organisé à Milan. Ganbold Ganbayar est sélectionné très jeunes dans les équipes de jeunes de Mongolie et se fait donc repérer par plusieurs clubs européens notamment par le club anglais de Barnet FC alors en League Two (quatrième division). En mars 2016, il passe un test avec le club, mais malgré de bonnes performances il ne peut rejoindre le club à cause de la difficulté pour obtenir un permis de travail. Il a également attiré l'attention de l'Académica de Coimbra, un club portugais disputant à ce moment-là la Primeira Liga la première division portugaise.

### Puskás Akadémia FC
En septembre 2016, il rejoint le club hongrois de Puskás Akadémia FC club situé à Felcsút et qui dispute alors la Nemzeti Bajnokság II, soit la deuxième division hongroise. Il rejoint d'abord l'équipe de jeune du club pour une durée d'un an. Il rejoint la Hongrie en même temps que trois autres de ces compatriotes et se départ se réalise dans le cadre d'un partenariat entre la Fédération mongole et la Fédération hongroise.

#### Prêt à Ulaanbaatar City FC
Le 11 avril 2018 est annoncé la signature de Ganbold Ganbayar pour le mongol de Ulaanbaatar City. Il y disputera la saison 2018 en première division mongole. Durant ce prêt il remporte la Supercoupe de Mongolie contre Erchim.

#### Retour en Hongrie et premier match en Europe
Le 24 août 2018, il signe son premier contrat professionnel avec le Puskás Akadémia FC et devient le premier joueur professionnel à signer en Europe Les deux années suivantes, il joue avec l'équipe U19 de Puskás Akadémia FC et joue avec l'équipe réserve en Nemzeti Bajnokság III (en). Ganbold dispute 26 matchs avec l'équipe réserve et marque 7 buts en quatrième division hongroise.
Ganbold revient en Hongrie après son prêt et dispute son premier match avec l'équipe une de Puskás Akadémia FC lors de la première journée de championnat à domicile contre Újpest FC en étant titulaire. Il dispute un deuxième match de championnat avant d'être prêté en Nemzeti Bajnokság II, la deuxième division hongroise. Cependant, durant la saison, il est régulièrement sur le banc de son équipe. Lors du dernier match de la saison, il rentre en jeu à la place de György Komáromi lors de la victoire 5-0 à domicile de son équipe contre le Budafoki MTE. Pour sa première saison avec le Puskás Akadémia FC il dispute trois matchs d'OTP Bank Liga.

#### Prêt à Aqvital FC Csákvár
Il est prêté pour un an Aqvital FC Csákvár et dispute son premier match avec son nouveau club lors d'une opposition contre le Gyirmót FC Győr en rentrant en jeu lors de la 49e minute. Il est titulaire pour la première fois lors d'une opposition à l'extérieur contre le Kaposvári Rákóczi FC match durant lequel il marque un but à la 40e minute. Ganbold marque son deuxième but marque lors d'un match à domicile contre le Kazincbarcikai SC (en) et permet la victoire 4-1 de son équipe. Durant son passage au Csákvár il dispute 26 matchs de Nemzeti Bajnokság II et marque trois. Au total Ganbold aura disputé 29 matchs de championnat lors de la saison 2020-2021.

### Carrière en sélection
Il est appelé pour la première fois en sélection nationale lors des éliminatoires de la Coupe du monde 2022. Il est sur le banc lors de la double confrontation contre l'équipe de Brunei et ne participe pas à la qualification historique de son équipe pour le second tour. Lors de ce tour des éliminatoires il va connaître sa première sélection durant un match contre l'équipe du Tadjikistan et ne peut empêcher la défaite, à l'extérieur, 3-0 de son équipe. Il est aussi titulaire lors du match suivant et de la lourde défaite 14-0 de son équipe contre le Japon. À la suite, de ce match la Mongolie est éliminée des éliminatoires et ne participera pas au troisième tour de qualification. Le 7 juin 2021, il honore à sa troisième sélection contre le Kirghizistan lors d'un match à disputé sur terrain neutre et participe à la victoire de son équipe sur le score de 1-0.
Ganbayar a ensuite inscrit ses deux premiers buts en sélection première lors de la victoire 2-0 sur le Yémen à l'occasion des qualifications pour la Coupe d'Asie des nations 2023, le 14 juin 2022,.

## Statistiques
| Saison                | Club                  | Championnat           | Championnat | Championnat | Championnat | Coupe(s) nationale(s) | Coupe(s) nationale(s) | Coupe(s) nationale(s) | Compétition(s) continentale(s) | Compétition(s) continentale(s) | Compétition(s) continentale(s) | Compétition(s) continentale(s) | Total | Total | Total |
| Saison                | Club                  | Division              | M.          | B.          | P.d.        | M.                    | B.                    | P.d.                  | Comp.                          | M.                             | B.                             | P.d.                           | M.    | B.    | P.d.  |
| 2020-2021             | Csákvár               | Nemzeti Bajnokság II  | 26          | 3           | 1           | -                     | -                     | -                     | -                              | -                              | -                              | -                              | 26    | 3     | 1     |
| Sous-total            | Sous-total            | Sous-total            | 26          | 3           | 1           | -                     | -                     | -                     | -                              | -                              | -                              | -                              | 26    | 3     | 1     |
| 2020-2021             | Puskás Akadémia FC    | OTP Bank Liga         | 3           | 0           | 0           | -                     | -                     | -                     | -                              | -                              | -                              | -                              | 3     | 0     | 0     |
| Sous-total            | Sous-total            | Sous-total            | 3           | 0           | 0           | -                     | -                     | -                     | -                              | -                              | -                              | -                              | 3     | 0     | 0     |
| 2021-2022             | KFC Komárno           | 2. Liga               | 26          | 5           | 1           | 3                     | 0                     | 0                     | -                              | -                              | -                              | -                              | 29    | 5     | 1     |
| 2022-2023             | KFC Komárno           | 2. Liga               | 28          | 4           | 3           | 5                     | 2                     | 0                     | -                              | -                              | -                              | -                              | 33    | 6     | 3     |
| Sous-total            | Sous-total            | Sous-total            | 54          | 9           | 4           | 8                     | 2                     | 0                     | -                              | -                              | -                              | -                              | 62    | 11    | 4     |
| Total sur la carrière | Total sur la carrière | Total sur la carrière | 69          | 11          | 2           | 8                     | 2                     | 0                     | -                              | -                              | -                              | -                              | 77    | 13    | 2     |

## Palmarès
| Khoromkhon - Championnat de Mongolie (1) : - Champion : 2014.       |
| Puskás Akadémia FC - Puskás Cup : - Médaille de bronze : 2017.      |
| Ulaanbaatar City - Supercoupe de Mongolie (1) : - Vainqueur : 2018. |
| KFC Komarno - DOXXbet liga (1) : - Vainqueur : 2024.                |